# Pedicularis anserantha
Pedicularis anserantha är en snyltrotsväxtart som beskrevs av Yamazaki. Pedicularis anserantha ingår i släktet spiror, och familjen snyltrotsväxter. Utöver nominatformen finns också underarten P. a. elevatogaleata.